# Раїта
Раїта (гінді रायता, ach), дахі чатні або пачаді (південноіндійський різновид) — це звичайна назва приправи, що походить з індійського субконтиненту, приготованої з дахі (йогурту, що часто називається сиром) разом з сирими, вареними або маринованими овочами, різними прянощами й травами, або з фруктами. Цей популярний індійський соус-йогурт подають як доповнення до м'ясних та овочевих страв, рису, перепічок наан, або використовують, як гарнір. Його часто називають приправою, але на відміну від традиційних західних приправ, таких як сіль, перець, гірчиця та хрін, які роблять страву більш пряною, страва з дахі або раїти має охолоджувальний ефект, щоб контрастувати з пряними каррі та шашликами, які є основними стравами деяких азійських кухонь. У індійській кухні деякі види перепічок можна їсти разом з раїтою, чатні і солоними огірками. Йогурт може бути приправлений коріандром, смаженим насінням кмину, м'ятою, каєнським перцем, іншими травами та спеціями.
Варіанти раїти можуть відрізнятися в залежності від регіону, пори року і, навіть, смаку. 
Приклади рецептів огіркових раїт:
- Огірок очистити від шкірки, натерти на великій тертці, потім відтиснути. Помідори обдати окропом, щоб очистити від шкірки, видалити насіння та нарізати маленькими кубиками. Цибулю очистити й натерти на дрібній тертці. Овочі  перемішати із зеленню й спеціями, та залити йогуртом. Можна додати м'яту. Охолодити перед вживанням.

- Кокос очистити від шкарлупи та коричневої шкірки, потім — натерти очищений кокос на великій тертці. Огірки нарізати півкільцями. Перець чилі розрізати навпіл, видалити насіння і білі перегородки, м'якуш нарізати дуже тонкими півкільцями. Вінчиком ретельно змішати йогурт з лимонним соком, цукром і сіллю, додати перець чилі й огірки, посипати кокосом та листям кінзи. Дати настоятися у холодильнику 30 хвилин.